# Beoseon

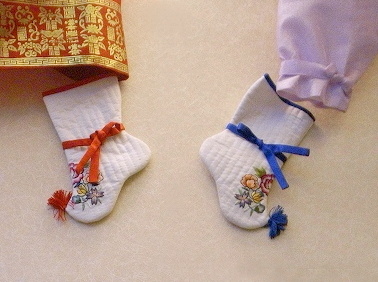
Beoseon para niños.

El beoseon (버선) son el par de medias tradicionales que se visten junto con el hanbok, la indumentaria tradicional de Corea. Es conocido también como jokui (족의, 足衣), jokgeon (족건, 足件) o mal (말, 襪) en hanja. Esta pieza esá fabricada de tejido y sirve para proteger los pies.
Existen diferentes tipos, dependiendo del propósito, la forma y la técnica de tejido. Según la forma se pueden dividir en goteun beoseon (곧은버선) r también llamado godeulmok beoseon (고들목버선) y en nuin beoseon (누인버선). Según la técnica pueden dividirse en som beoseon, gyeop beoseon, hot beoseon, nubi beoseon, y tarae beoseon.
Aunque la forma del beoseon no refleja el género de quien lo porte, los beoseon masculinos tienen una costura más fuerte que el de la mujer.